# Leptostrangalia
Leptostrangalia is een kevergeslacht uit de familie van de boktorren (Cerambycidae). De wetenschappelijke naam van het geslacht werd voor het eerst geldig gepubliceerd in 1959 door Nakane & Ohbayashi.

## Soorten
Leptostrangalia omvat de volgende soorten:
- Leptostrangalia angustolineata (Gressitt, 1935)
- Leptostrangalia flavitarsis Vives & Heffern, 2016
- Leptostrangalia hosohana (Ohbayashi, 1952)
- Leptostrangalia malasiaca Hayashi, 1979
- Leptostrangalia marginipennis Hayashi, 1979
- Leptostrangalia nakamurai Hayashi, 1960
- Leptostrangalia rufimembris (Pic, 1929)
- Leptostrangalia rufithorax Huang & Vives, 2019[3]
- Leptostrangalia shaanxiana Holzschuh, 1992
- Leptostrangalia trisignatipennis Hayashi, 1979